# Tuy tần Phác thị
Hiển Mục Tuy tần Phác thị (chữ Hán: 顯穆綏嬪朴氏; 1770 - 6 tháng 2 năm 1823), còn được gọi là Gia Thuận cung (嘉順宮) hay Tuy phi Phác thị (綏妃朴氏), là một hậu cung tần ngự của Triều Tiên Chính Tổ, bà là mẹ ruột của Triều Tiên Thuần Tổ.

## Tiểu sử
Tuy tần Phác thị xuất thân từ Phan Nam Phác thị (潘南朴氏). Tổ phụ là Tả Tán thành Phác Sư Tích (朴師錫), cha là tặng Lĩnh Nghị chính Trung Hiến công Phác Chuẩn Nguyên (朴準源), mẹ là Trinh Kính phu nhân Nguyên Châu Nguyên thị (原州元氏).
Năm 1787, Chính Tổ năm thứ 11, sau khi Thành Nghi tần và Văn Hiếu thế tử qua đời, Chính Tổ không còn người nối dõi, triều đình buộc phải tuyển chọn thêm hậu cung. Phác thị nhập cung, ban cho danh phận Chính nhất phẩm Tần (嬪) với mỹ hiệu Tuy (綏); gọi là Tuy tần (綏嬪), lại được ban thêm cung hiệu là Gia Thuận cung (嘉順宮), ngự ở Bảo Khánh đường (寶慶堂) tại Xương Đức Cung.
Năm 1790, Chính Tổ năm thứ 16, Tuy tần Phác thị sinh hạ Vương tử, tức Lý Công (李玜). Sang đến năm 1793, bà sinh thêm Thục Thiện Ông chúa (淑善翁主). Vương tử Công được Hiếu Ý Vương hậu nhận làm con nuôi, danh chính ngôn thuận trở thành Nguyên tử (元子), do đó cũng nhanh chóng được lập làm Vương thế tử.
Triều Tiên vương tộc đích thứ rất khác biệt. Dưới thời Triều Tiên Túc Tông, sau sự kiện Trương Hy tần đã ra điều lệnh cấm bất kì hậu cung tần ngự nào trở thành Vương phi, nên dù xuất thân quý tộc và sinh hạ Thế tử, nhưng địa vị của Tuy tần vẫn không thể vượt trên Hiền phi - Hiếu Ý Vương hậu. Sau khi Thế tử sinh ra, được Hiếu Ý vương hậu đưa về cung nuôi dưỡng từ nhỏ, về cơ bản Tuy tần và Thế tử không thể thân mật gặp nhau.
Năm 1800, Thế tử Công tức vị, tức Triều Tiên Thuần Tổ. Do Tuy tần không phải là Vương phi chính vị, nên không thể tôn phong làm Vương đại phi (王大妃), trường hợp giống với tổ mẫu Huệ Khánh Cung Hồng thị, mà chỉ được xưng gọi là Gia Thuận cung (嘉順宮). Thuần Tổ thực lục (純祖實錄) ghi lại rằng quan hệ giữa nhà vua và mẹ mình vẫn rất tốt, nhà vua thường hay tận hiếu với bà.
Năm 1823, ngày 6 tháng 2, Tuy tần Phác thị qua đời ở Bảo Khánh đường, hưởng thọ 53 tuổi. Thụy hiệu của bà là Hiển Mục (顯穆), lăng của bà được gọi là Huy Khánh viên (徽慶園), bài vị thờ tại Cảnh Hựu cung (景祐宮), một trong Thất cung.
Đến thời Triều Tiên Cao Tông xưng làm Đế quốc, Tuy tần được truy phong làm Hiển Mục Tuy phi (顯穆綏妃).